# Lampe de la paix de saint François
La Lampe de la paix de saint François, plus communément appelé « Nobel catholique de la paix », est un prix décerné chaque année par les franciscains d'Assise à une personnalité mondiale ayant œuvré, aux yeux de cette communauté, pour son action en faveur de la paix. Récompense de portée internationale, elle a été remise pour la première fois en 1981 à Lech Wałęsa.
Selon le père Gardien du Sacro Convento d‘Assise, le père Mauro Gambetti, la lampe de saint François est « un don qui, nous l’espérons, nourrit l’esprit programmatique des gouvernants en le tournant toujours plus vers la recherche du bien commun, du développement et des rapports entre les peuples sur la base de principes tels que le soin de la maison commune, le partage et l’intégration ».

## Règles d'attribution

### Vote
Le lauréat, contrairement au Prix Nobel, n'est pas choisi lors d'un vote mais lors d'une simple consultation en communauté.

### Récompense
La récompense est une reproduction miniature de la lampe du tombeau de saint François : « L'huile évoque le baume sur les plaies du monde tandis que la flamme rappelle la présence divine au milieu des souffrances ».[source insuffisante]

## Lauréats
Le prix a été remis irrégulièrement mais tend à être décerné chaque année.
- 1981 : Lech Wałęsa[5]
- 1986 : Dalaï-lama, Jean-Paul II et Mère Teresa[5]
- 1990 : Yasser Arafat
- 1995 : Betty Williams
- 1997 : Carlos Filipe Ximenes Belo
- 2008 : Mikhaïl Gorbatchev[5]
- 2009 : Íngrid Betancourt et Mohamed El Baradei
- 2011 : Benoît XVI
- 2013 : Shimon Peres[5]
- 2013 : Mahmoud Abbas
- 2015 : Pape François
- 2015 : Juan Manuel Santos, « pour son engagement en faveur du processus de paix avec les Forces armées révolutionnaires de Colombie (FARC) »[6].
- 2018 : Angela Merkel, « pour son travail de réconciliation favorisant la coexistence pacifique entre les peuples »[7],[8].
- 2019 : Abdallah II, « en raison de son action et de son engagement pour promouvoir  les droits humains, l’harmonie entre les religions et l’accueil des réfugiés [mais aussi pour sa] réforme du système éducatif [et] la liberté de culte »[9],[10].
- 2021: Antonio Guterres